# Federação Portuguesa de Atletismo
Die Federação Portuguesa de Atletismo (FPA, port. für: Portugiesische Leichtathletik-Föderation) ist der Dachverband für Leichtathletik in Portugal. Die FPA hat ihren Sitz in Linda-a-Velha, einer Gemeinde im Kreis Oeiras, nahe Lissabon.
Die FPA unterhält ihr Leistungszentrum (Centro de Alto Rendimento, CAR) in Vila Real de Santo António, das auch ein Leistungszentrum des Weltverbands World Athletics ist.
Alle vier olympischen Goldmedaillen, die Portugal bisher (2012) errang, wurden von Athleten der FPA gewonnen.

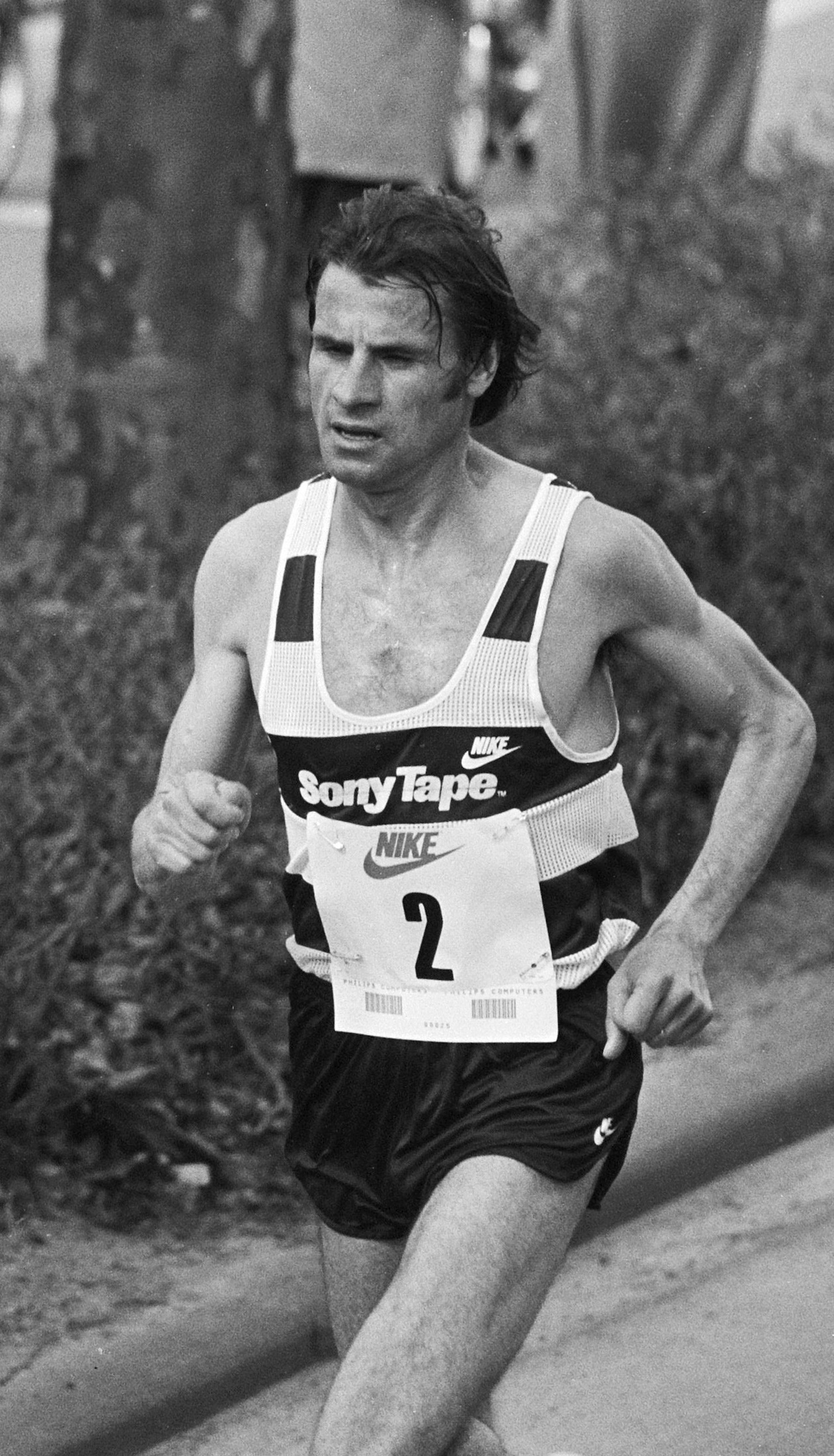
Carlos Lopes war 1984 Portugals erster Olympiasieger

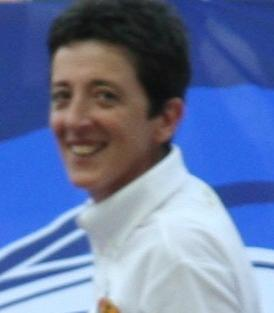
Rosa Mota gewann 1988 die zweite Goldmedaille Portugals

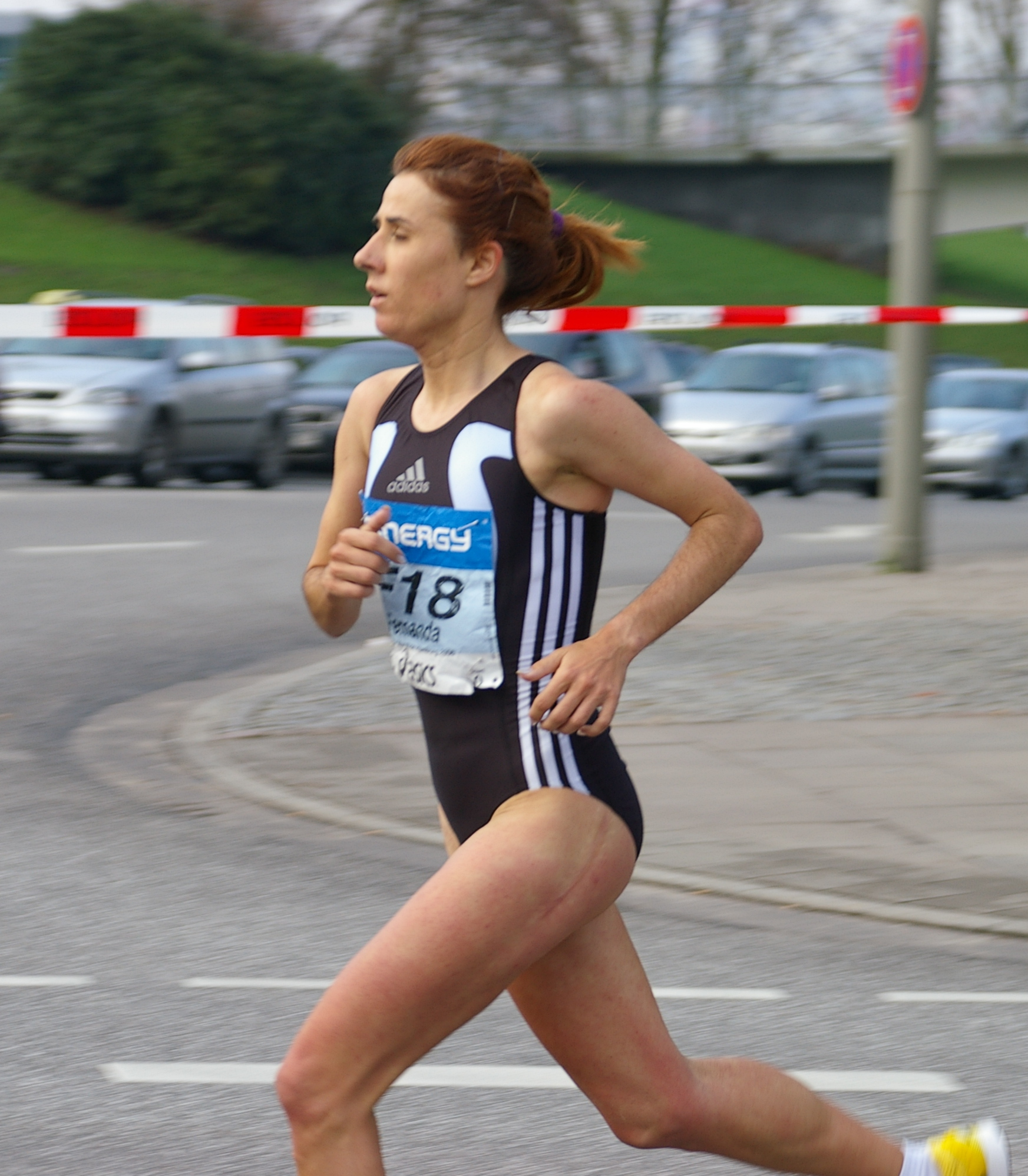
Fernanda Ribeiro, die 1996 die dritte Goldmedaille für Portugal errang

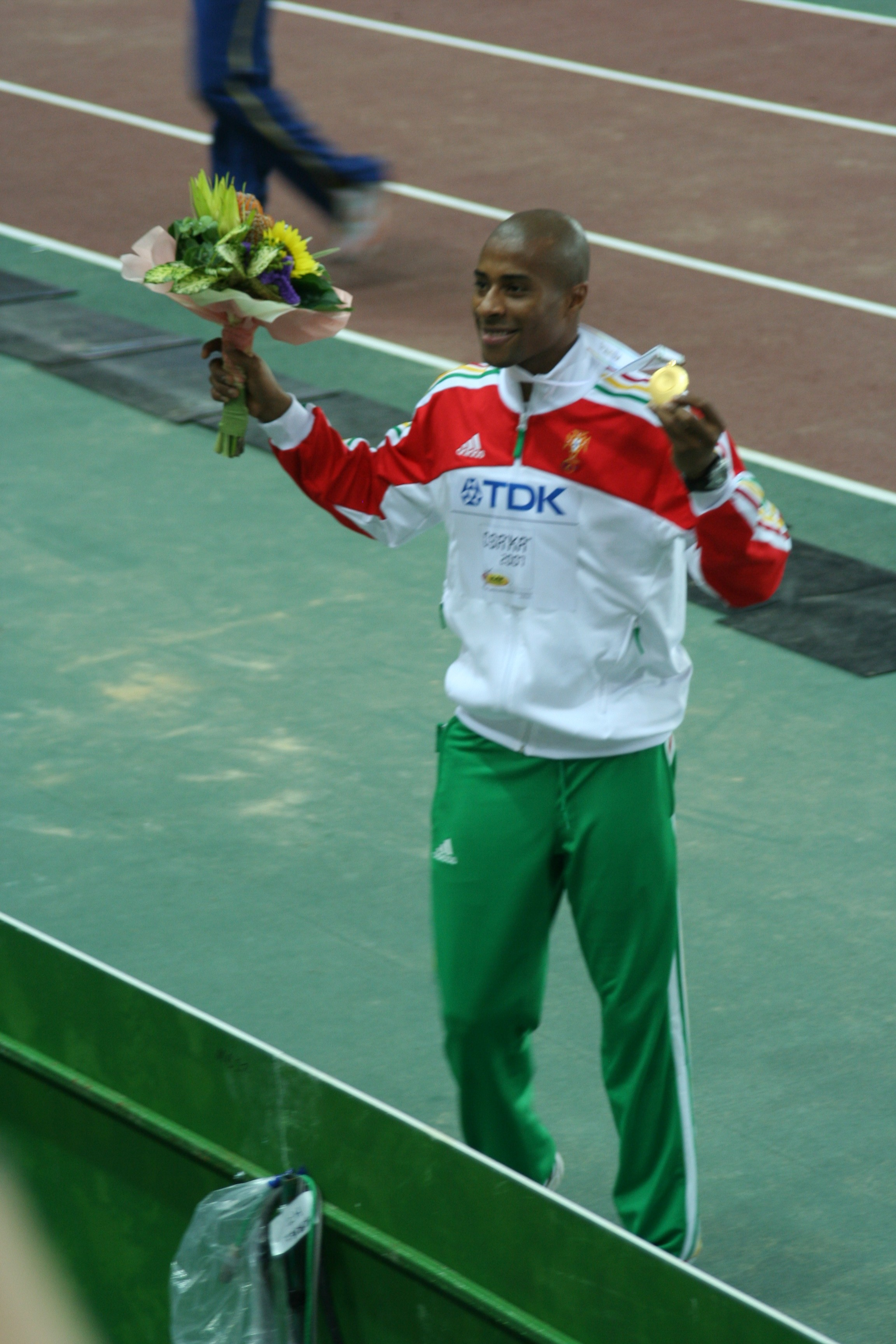
Nelson Évora mit seiner Goldmedaille 2007 in Osaka. 2008 gewann er in Peking das vierte olympische Gold für Portugal

## Geschichte
Der Verband wurde am 5. November 1921 gegründet. Er hieß zunächst Federação Portuguesa de Sports Atléticos und erhielt später den heutigen Namen. Nachdem bereits bei den Olympischen Sommerspielen 1912 in Stockholm portugiesische Leichtathleten angetreten waren, organisierte die FPA die Olympiateilnahme portugiesischer Leichtathleten erstmals zu den Olympischen Sommerspielen 1924 in Paris.
Am 6. Oktober 1998 wurde der FPA der Orden des Infanten Dom Henrique ehrenhalber verliehen.

## Organisation
Die FPA gehört dem Dachverband Confederação do Desporto de Portugal und dem Comité Olímpico de Portugal an, dem portugiesischen Nationalen Olympischen Komitee. Die FPA ist u. a. Mitglied von World Athletics und der European Athletic Association.

### Organe
Präsident ist Jorge António de Campos Vieira. Neben dem Präsidium und der Generalversammlung verfügt die FPA über vier weitere Organe:
- Conselho Fiscal (dt.: Aufsichtsrat oder auch Kontrollrat)
- Conselho de Justiça (dt.: Gerichtsrat)
- Conselho de Arbitragem (dt.: Schlichtungsrat)
- Conselho Disciplinar (dt.: Disziplinarrat)

### Mitgliedsverbände
In der FPA sind 22 Regionalverbände organisiert. Zum einen sind dies die Verbände der 18 Distrikte Kontinentalportugals, zum anderen der Verband der Autonomen Region Madeira und die drei Verbände der Autonomen Region Azoren.
| - Associação de Atletismo do Algarve - Associação de Atletismo de Aveiro - Associação de Atletismo de Beja - Associação de Atletismo de Braga - Associação de Atletismo de Bragança - Associação de Atletismo de Castelo Branco - Associação de Atletismo de Coimbra - Associação de Atletismo de Évora - Associação de Atletismo do Faial (Azoren) - Associação de Atletismo da Guarda - Associação de Atletismo de Lisboa | - Associação de Atletismo de Leiria - Associação de Atletismo da Madeira - Associação de Atletismo de Portalegre - Associação de Atletismo do Porto - Associação de Atletismo de Santarém - Associação de Atletismo de São Miguel (Azoren) - Associação de Atletismo de Setúbal - Associação de Atletismo da Terceira (Azoren) - Associação de Atletismo de Viana de Castelo - Associação de Atletismo de Vila Real - Associação de Atletismo de Viseu |

## Kennzahlen
Im Jahr 2012 richtete die FPA 31 landesweite Wettkämpfe aus, zu denen Meisterschaften, Pokale und besondere Wettbewerbe gehörten. 5.354 Sportler und 888 Vereine nahmen daran teil. Sie fanden an 17 Sportstätten von acht verschiedenen Regionalverbänden statt. 
Den Gesamteinnahmen von 4.519 Tsd. Euro standen 2012 Ausgaben von insgesamt 4.261 Tsd. Euro gegenüber. Haupteinnahmequelle sind mit 77 % die staatlichen Zuwendungen, die die FPA über das Portugiesische Olympische Komitee und das staatliche Sport- und Jugendinstitut Instituto Português do Desporto e Juventude (IPDJ) erhält. U.a. aus Sponsoring und Marketing stammen die weiteren Einnahmen.